# Christian Boiron
Pour les articles homonymes, voir Boiron.
 (septembre 2024).
Si vous disposez d'ouvrages ou d'articles de référence ou si vous connaissez des sites web de qualité traitant du thème abordé ici, merci de compléter l'article en donnant les références utiles à sa vérifiabilité et en les liant à la section « Notes et références ».
 (septembre 2024).
La mise en forme du texte ne suit pas les recommandations de Wikipédia : il faut le « wikifier ».
Les points d'amélioration suivants sont les cas les plus fréquents. Le détail des points à revoir est peut-être précisé sur la page de discussion.
- Les titres sont pré-formatés par le logiciel. Ils ne sont ni en capitales, ni en gras.
- Le texte ne doit pas être écrit en capitales (les noms de famille non plus), ni en gras, ni en italique, ni en « petit »…
- Le gras n'est utilisé que pour surligner le titre de l'article dans l'introduction, une seule fois.
- L'italique est rarement utilisé : mots en langue étrangère, titres d'œuvres, noms de bateaux, etc.
- Les citations ne sont pas en italique mais en corps de texte normal. Elles sont entourées par des guillemets français : « et ».
- Les listes à puces sont à éviter, des paragraphes rédigés étant largement préférés. Les tableaux sont à réserver à la présentation de données structurées (résultats, etc.).
- Les appels de note de bas de page (petits chiffres en exposant, introduits par l'outil «  Source ») sont à placer entre la fin de phrase et le point final[comme ça].
- Les liens internes (vers d'autres articles de Wikipédia) sont à choisir avec parcimonie. Créez des liens vers des articles approfondissant le sujet. Les termes génériques sans rapport avec le sujet sont à éviter, ainsi que les répétitions de liens vers un même terme.
- Les liens externes sont à placer uniquement dans une section « Liens externes », à la fin de l'article. Ces liens sont à choisir avec parcimonie suivant les règles définies. Si un lien sert de source à l'article, son insertion dans le texte est à faire par les notes de bas de page.
- La présentation des références doit suivre les conventions bibliographiques. Il est recommandé d'utiliser les modèles {{Ouvrage}}, {{Chapitre}}, {{Article}}, {{Lien web}} et/ou {{Bibliographie}}. Le mode d'édition visuel peut mettre en forme automatiquement les références.
- Insérer une infobox (cadre d'informations à droite) n'est pas obligatoire pour parachever la mise en page.

Pour une aide détaillée, merci de consulter Aide:Wikification.
Si vous pensez que ces points ont été résolus, vous pouvez retirer ce bandeau et améliorer la mise en forme d'un autre article.
Christian Boiron est pharmacien, chercheur, chef d'entreprise et auteur français né le 13 juin 1947 à Lyon. Il est surtout connu pour son rôle en tant que dirigeant des Laboratoires Boiron, entreprise familiale pionnière dans le domaine de l’homéopathie. Sous sa direction, les Laboratoires Boiron sont devenus les leaders mondiaux de l’homéopathie. Il a contribué fortement à la recherche scientifique et est l'auteur de plusieurs ouvrages dans ce domaine.

## Biographie

### Jeunesse et Formation
Christian Boiron est né dans une famille profondément ancrée dans la médecine homéopathique. Son père et son oncle, Jean et Henri Boiron, ont fondé les Laboratoires Boiron en 1932. Christian Boiron a suivi des études rigoureuses, obtenant un doctorat en pharmacie à l'Université Claude Bernard Lyon 1. Sa formation académique a été complétée par une formation en gestion d'entreprise, ce qui l'a préparé à diriger l'entreprise familiale.

### Carrière
Christian Boiron a rejoint l'entreprise familiale en 1970, après ses études de pharmacien, gravissant les échelons pour en devenir le PDG en 1979. Sous sa direction, Boiron a connu une expansion significative, tant sur le plan national qu'international. Il a mis en place des stratégies marketing innovantes qui ont permis à l'entreprise de s'imposer comme un leader sur le marché mondial de l'homéopathie.

## Travaux scientifiques et contributions

### Recherche et publications
Christian Boiron a consacré une partie de sa carrière à la recherche scientifique dans le domaine de l'homéopathie. Il a publié plusieurs ouvrages sur les bienfaits et les mécanismes de l'homéopathie.

### Innovation et développement
Sous sa direction, les Laboratoires Boiron ont investi dans la recherche et le développement, mettant au point de nouvelles formules et méthodes de production pour améliorer l'efficacité et la qualité des produits homéopathiques.

## Rôle chez Boiron

### Direction de l'Entreprise
En tant que PDG, Christian Boiron a été l'architecte de la stratégie globale de l'entreprise. Il a mis en place des politiques visant à renforcer la position des Laboratoires Boiron et à explorer de nouveaux marchés.

### Développement et Expansion
Sous son leadership, les Laboratoires Boiron ont élargi leur présence internationale.

## Réception et Influence

### Avis et Critiques
Les travaux de Christian Boiron ont reçu des avis variés. Il est reconnu pour avoir popularisé l'homéopathie, mais certaines critiques scientifiques remettent en question l'efficacité de cette pratique.

### Controverses
Christian Boiron a été au cœur de certaines controverses, principalement liées aux débats sur l'efficacité de l'homéopathie.

## Vie privée
Christian Boiron est marié et père de cinq enfants. Sa famille continue de jouer un rôle important dans l'entreprise.
En dehors de son travail, il est passionné par le sport et la lecture philosophique.

## Honneurs et Récompenses
Christian Boiron a reçu plusieurs distinctions, dont le titre de Chevalier de la Légion d'Honneur et le Prix d'Entrepreneur de l'Année.

## Publications
- La source du bonheur, Paris, Flammarion, 2020.
- La Révolution du sens, Paris, Albin Michel, 2021.
- L'Homéopathie : Médecine de demain, Paris, PUF, 2022.